# بردستلو
بردستلو هي قرية في مقاطعة كوثر، إيران. عدد سكان هذه القرية هو 146 في سنة 2006.